# Centro di ricerca Progetto San Marco
Il centro di ricerca Progetto San Marco è un istituto dell'Università degli studi di Roma "La Sapienza" con sede a Roma in via Salaria presso l'aeroporto di Roma-Urbe. Esso rappresenta la continuazione del Progetto San Marco, creato nel 1962 dal suo ideatore il professor Luigi Broglio, attraverso il quale l'Italia divenne la terza nazione al mondo, dopo Unione Sovietica e Stati Uniti, ad inviare un satellite artificiale in orbita.
Attualmente il Centro di ricerca Progetto San Marco è coinvolto attività che includono:
- progetti di ricerca condotti autonomamente in campo aerospaziale
- programmi di ricerca scientifica e tecnologica spaziale in collaborazione con enti nazionali e internazionali
- sviluppo delle risorse già disponibili presso il centro spaziale Luigi Broglio
- supporto ai programmi scientifici condotti alle stazioni di telemetria, tracciamento e controllo situati presso lo stesso centro